# NGC 3763
NGC 3763 este o intermediate spiral galaxy⁠(d) situată în constelația Cupa. A fost descoperită în 1880 de către Andrew Ainslie Common⁠(d). Se află la o distanță de 85,4 de megaparseci de Pământ.